# レーマン不連続面

C: レーマン不連続面（核内部）

レーマン不連続面（レーマンふれんぞくめん、英: Lehmann discontinuity）とは、デンマークの地震学者であるインゲ・レーマンによって発見された不連続面のことで、地球のマントル内部と核内部の2か所に存在する。

## マントル内部

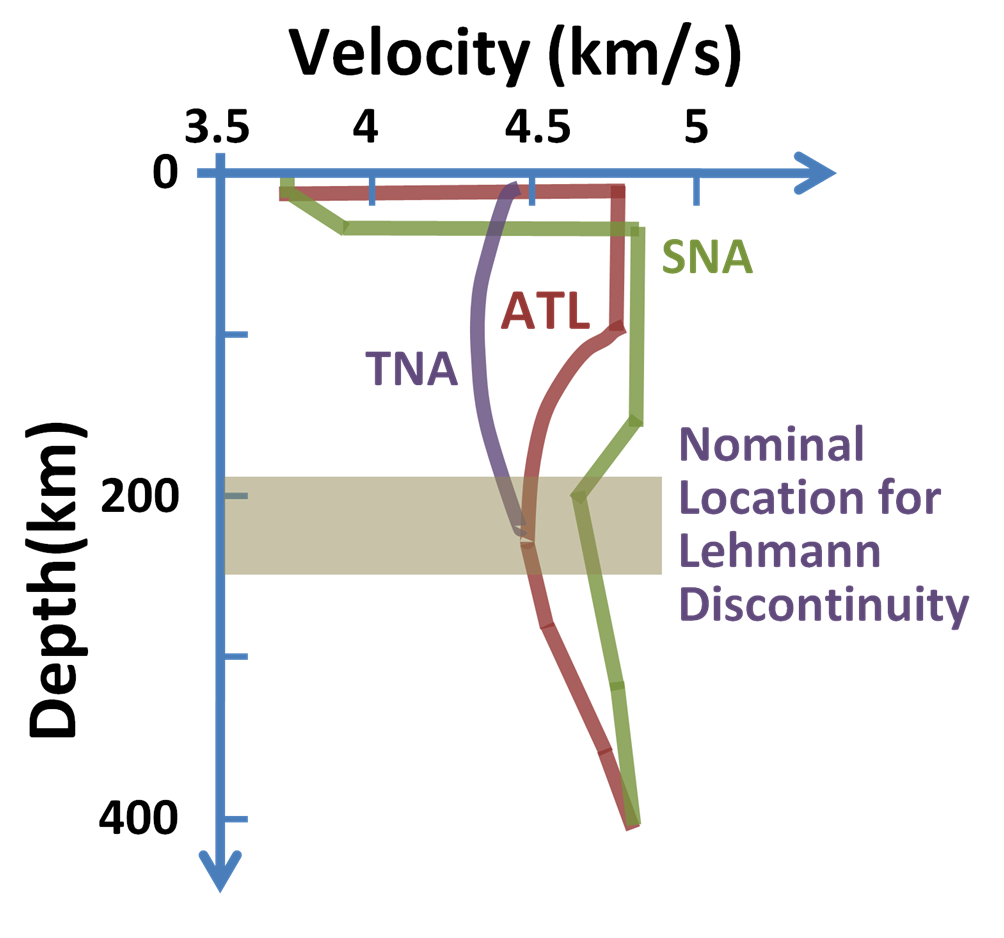
地球における地表近くの3つの構造地域での地震S波の速度のグラフ

1953年からの数年間、レーマンはモーリス・ユーイングやフランク・プレスと協力して地球の地殻とマントルを研究した際に、地表からの深さが 220±30 km の所で地震波の速さが増大することを発見した。この発見についてアメリカの地球科学者フランシス・バーチは、「レーマン不連続面は、コンピューターでいくら計算しても到底かなわない、まるで魔法使いのような達人が、地震の記録を厳密に精査することで発見された」と語っている。レーマン不連続面は通常海の下ではなく大陸の下の方で観測される事が多く、世界的平均の研究では容易にあらわれることが少ない。

## 核内部
地震の観測網が整備されていくと、これまでは地震波はまったく届かないと思われていたシャドーゾーンにも、弱い地震波があると観測され始める。レーマンは1936年に、感度の良い地震計で地震波の反射を観測することによって外核と内核の境界を発見した。彼女が観測結果から推測した内核の半径は 1400 km で、現在広く受け入れられている 1221 km に非常に近い値だった。なお、この値を地表からの深さに換算すると 5100 km となる。また、レーマン面での地震波は、グーテンベルグ面と逆の屈折をして、シャドーゾーンに出る経路をとる。